# Українські цінності за кордоном

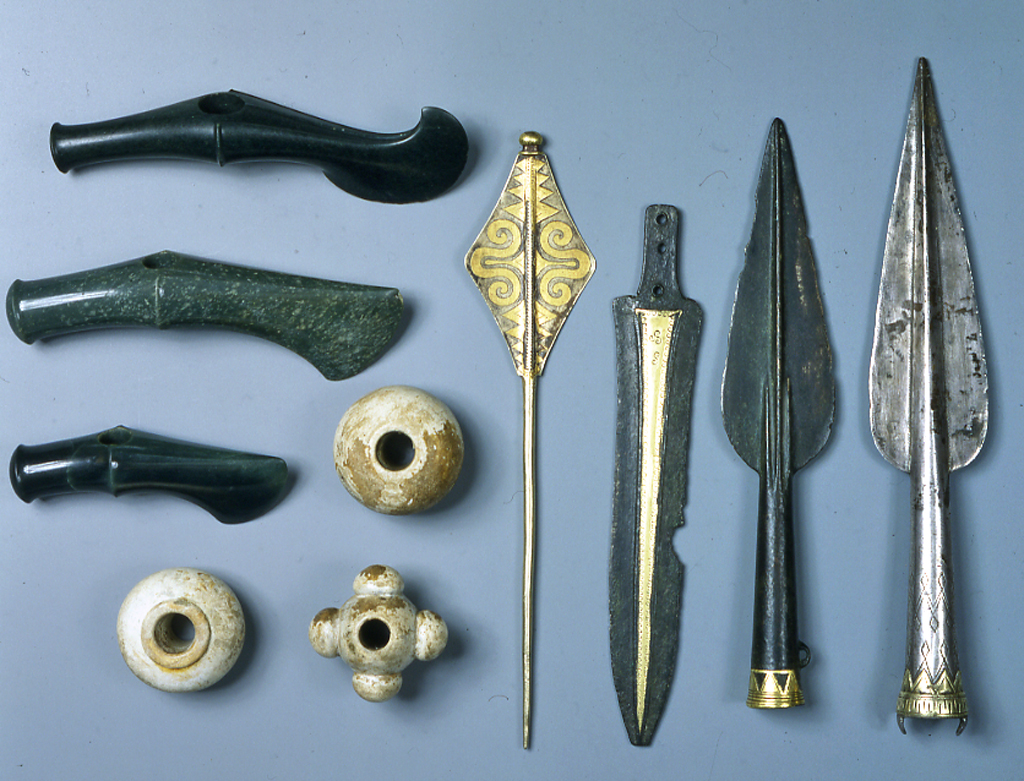
Бородінський скарб, Історичний музей у Москві

Культурні цінності Украї́ни в закордо́нних фо́ндах — історична культурна спадщина, що потрапила до закордонних приватних та державних фондосховищ, музеїв, колекцій.
Культурні цінності України вивозилися з її території під час періоду російського самодержавства й у часи радянської окупації. Найбільша кількість вивезених цінностей зараз зберігається у Ермітажі, Російському музеї в Ленінграді, Збройній палаті в Кремлі, Третьяковській галереї, Московському історичному музеї.

## Новітня доба
Одним з способів заволодіння цінностями були всесоюзні виставки, після яких експонати, отримані в тимчасове користування, автоматично лишалися у фондах центральних музеїв. Цінності також вивозилися як знахідки різноманітних археологічних експедицій. Археографічні експедиції московських та ленінградських установ, в період 1971–1981 рр. діяли в 13 областях України. За даними Інституту археології Національної Академії наук України, перелік вивезених до Росії колекцій сягає 750 назв і має обсяг 400 сторінок машинопису.
Одним з каналів вивезення з України культурних цінностей до Москви було залучення до Державного сховища цінностей Міністерства фінансів СРСР скарбів та цінного конфіскованого майна, або майна, власники якого були невідомі.
Частина цінностей України була втрачена під час Другої світової війни коли вони були евакуйовані до східних районів СРСР, та під час розшуку і повернення цінностей вивезених з СРСР під час німецької окупації. За період 1945—1948 з американської окупаційної зони до СРСР було передано 534 тисяч 120 одиниць цінностей. З них, 167 тисяч 717 походили з Києва. На думку німецького дослідника, професора А. Айхведе, понад 350 тис. переданих до СРСР експонатів походили з України. У зв'язку з закритим характером російських сховищ, інформація про факти передачі дуже обмежена.

## Список найвідоміших цінностей
- Сабатинівський човен — Центральний військово-морський музей (Санкт-Петербург)
- Збруцький ідол — Археологічний музей (Краків)
- Жіночий кістяк із саркофагу Ярослава Мудрого

### Скарби

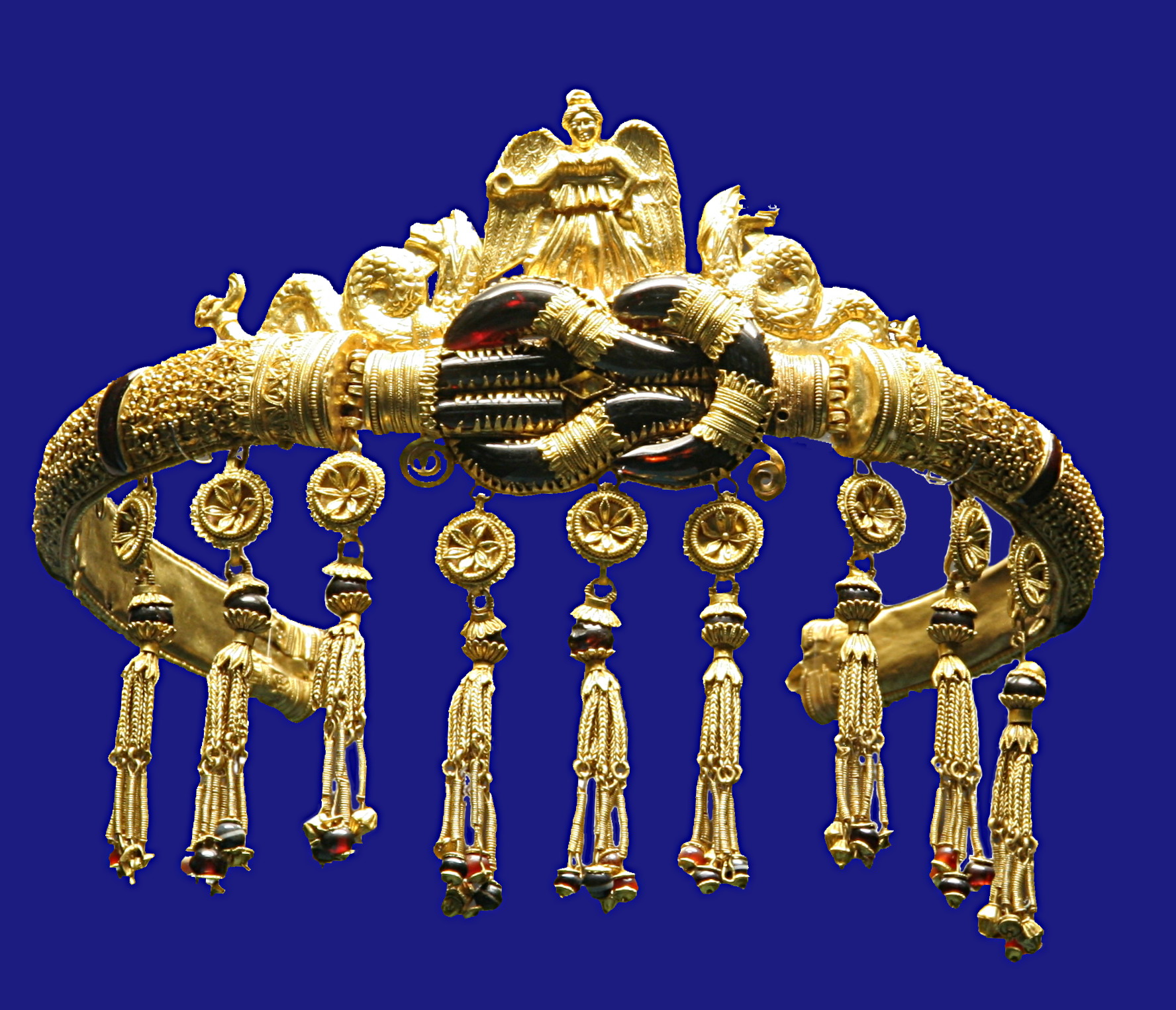
Грецька діадема з Понтіки

- Бородінський скарб — Історичний музей (Москва)
- Скарби з кургану Солоха — Ермітаж (Санкт-Петербург)
- Скарб з села Капустино Шполянського району Черкаської області.
- Змійовик Володимира Мономаха — Історичний музей (Москва)
- Срібники Володимира Мономаха з Ніжинського краєзнавчого музею — Ермітаж (Санкт-Петербург)
- Грецька діадема з Понтіки — Збірка античних знахідок [Архівовано 17 серпня 2005 у Wayback Machine.] (Мюнхен)
- Скарб Михайлівського монастиря у Києві. — Історичний музей (Москва)
- Михалківський скарб 1878 та 1896 р. з Львівського історичного музею — Доля невідома. Вивезені у 1939 р.
- Перещепинський скарб — Ермітаж (Санкт-Петербург)
- Скарб з собору Успіння Пресвятої Богородиці Києво-Печерського монастиря — Ермітаж (Санкт-Петербург, Російська федерація); Державний історичний музей (Москва, Російська федерація)
- Срібні царські врата церкви Різдва Богородиці Києво-Печерської лаври — Сомерсет-хаус (Лондон)[1].
- Срібні врата Хрестовоздвиженської церкви Києво-Печерської лаври — Лос-Анджелес[джерело?]. Продані за сприяння Раднаркому СРСР та РРФСР.

### Реліквії
- Реліквії Михайлівського монастиря та Софіївського собору у Києві, серед яких: Мозаїка XII ст. «Дмитро Солунський»; Шиферна плита із зображенням вершників (XII ст.); Фреска «Самуїл» (XII ст.); Орнамент-фрагмент фрески (XII ст.) та копія фрески XI ст. «Музикант» з Софіївського собору у Києві (роботи І. Юкіна); Фреска «Святий Микола» — Ермітаж, Російський музей в Санкт-Петербурзі, Третьяковська галерея, Новгородський музей-заповідник.
- Чудотворна ікона Богородиці Іллінської церкви Чернігова — Третьяковська галерея (Москва).

### Книги та документи
- Документи та книжки з автографами Миколи Гоголя — Пушкінський Дім (Санкт-Петербург). Вивезено з Історичного архіву Києва та Держархіву Одеської області.
- «Білокриницьке зібрання» старообрядницької митрополії, вивезене з села Біла Криниця на Буковині, а також Вінницької та Одеської областей — Бібліотека Академії наук СРСР.
- «Вєтковсько-стародубське територіальне книжкове зібрання» (складається з книг, вивезених з Чернігівщини), «Молдавсько-Українська територіальна колекція» (стародруків та рукописів південних районів України), Примірник Острозької Біблії 1581 року, Євангеліє 1575 року друковане Петром Мстиславцем у Вільні — Московський університет.

### Картини
- Картина «Козак Мамай» з колекції Дніпропетровського історичного музею — Краснодарський краєзнавчий музей.